# Gare de Villers-Saint-Paul
Gare de Villers-Saint-Paul vasútállomás Franciaországban, Villers-Saint-Paul településen.

## Vasútvonalak
Az állomást az alábbi vasútvonalak érintik:
- Creil–Jeumont-vasútvonal

## Kapcsolódó állomások
A vasútállomáshoz az alábbi állomások vannak a legközelebb:
- Gare de Creil
- Gare de Rieux - Angicourt